# Stenocrates hiekei
Stenocrates hiekei är en skalbaggsart som beskrevs av S. Endrödi 1967. Stenocrates hiekei ingår i släktet Stenocrates och familjen Dynastidae. Inga underarter finns listade i Catalogue of Life.